# علم ولاية فيرمونت

علم ولاية فيرمونت الحالي

علم ولاية فيرمونت ما بين 1 ايار- مايو سنة 1804 إلى 19 تشرين الأول - أكتوبر من سنة 1837

علم ولاية فيرمونت ما بين 20 تشرين الأول - أكتوبر من سنة 1837 إلى 31 ايار - مايو من سنة 1923

اعتمد علم ولاية فيرمونت رسميا في 1 حزيران - يونيو من سنة 1923.